# Sindelfinger Zeitung / Böblinger Zeitung
Die Sindelfinger Zeitung / Böblinger Zeitung ist eine lokale Tageszeitung im Raum Sindelfingen und Böblingen. Sie erscheint im Röhm Verlag & Medien GmbH mit Sitz in Sindelfingen. Das im Jahre 1890 von Konrad Röhm gegründete Unternehmen wird von Wolfgang Röhm († 2024) und Christian Röhm in der vierten und fünften Generation geführt.
Den überregionalen Teil übernimmt die Redaktion als Mantel von den Stuttgarter Nachrichten, Regional- und Lokalteil erstellt die Redaktion selbst. Themenausgaben und Serien runden das Produkt ab. Seit 1999 ergänzt ein Internetauftritt das Angebot der SZ/BZ. Die verkaufte Auflage beträgt 10.448 Exemplare, ein Minus von 24,2 Prozent seit 1998.

## Auflage
Die Sindelfinger Zeitung / Böblinger Zeitung hat wie die meisten deutschen Tageszeitungen in den vergangenen Jahren an Auflage eingebüßt. Sie beträgt gegenwärtig 10.448 Exemplare. Der Anteil der Abonnements an der verkauften Auflage liegt bei 72,9 Prozent.
| 1998  | 1999  | 2000  | 2001  | 2002  | 2003  | 2004  | 2005  | 2006  | 2007  | 2008  | 2009  | 2010  | 2011  | 2012  | 2013  | 2014  | 2015  | 2016  | 2017  | 2018  | 2019 | 2020 | 2021 | 2022 | 2023 | 2024  |
| ----- | ----- | ----- | ----- | ----- | ----- | ----- | ----- | ----- | ----- | ----- | ----- | ----- | ----- | ----- | ----- | ----- | ----- | ----- | ----- | ----- | ---- | ---- | ---- | ---- | ---- | ----- |
| 13791 | 13843 | 14418 | 14353 | 13967 | 13707 | 13765 | 13415 | 13387 | 12997 | 12730 | 12567 | 12294 | 12233 | 11854 | 11520 | 10990 | 10915 | 10383 | 10222 | 10041 | 9881 | 9421 | 9571 | 9668 | 9961 | 10448 |

## Namensvarianten
Der Titel bei der Gründung und dann jahrzehntelang war einfach Sindelfinger Zeitung. Durch die immer stärker werdende Verflechtung in der „Doppelstadt“ Böblingen und Sindelfingen (auch wenn die Städte immer noch getrennt und autonom sind) und die daher verstärkte Berichterstattung aus der „Nachbarschaft“ wollte man auf dem Zeitungsmarkt Böblingen mit einem neuen Namen auftreten; der Konkurrent ist dort die Kreiszeitung Böblinger Bote (KRZ). Daher kommt der lange Name Sindelfinger Zeitung / Böblinger Zeitung für diesen Teil der Druckauflage.
Die SZ/BZ hat eine anerkannte Marktstellung im Bereich von Messen, Veranstaltungen, Magazinen und Online und veröffentlicht seit 2019 einen wöchentlichen Podcast. 2015 feierte sie ihr 125-jähriges Jubiläum. Im Jubiläumsjahr erhielt die Redaktion den 1. Preis beim Deutschen Lokaljournalistenpreis der Konrad-Adenauer-Stiftung und dazu zum vierten Mal den European Newspaper-Award für herausragende Gestaltung. Insgesamt gewann die SZ/BZ 21 Preise in den Bereichen Journalismus und Gestaltung.